# William Bowman (Mediziner)

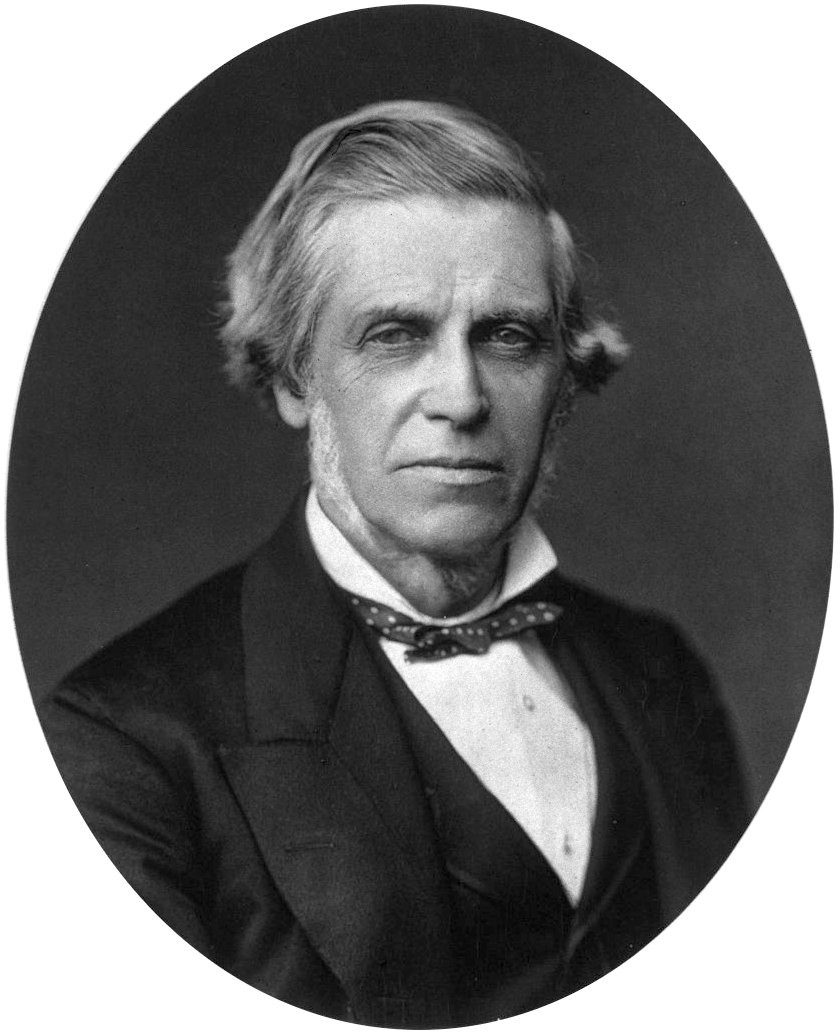
William Bowman

Sir William Paget Bowman, 1. Baronet, (* 20. Juli 1816 in Nantwich, Cheshire; † 29. März 1892 in Joldwynds bei Dorking) war ein britischer Augenarzt, Physiologe und Anatom, der unter anderem Grundlagen für das Verständnis der Nierentätigkeit schuf.

## Leben und Wirken
Von 1832 bis 1837 studierte Bowman Medizin am Krankenhaus von Birmingham. 1837 verließ er Birmingham, um seine medizinische Ausbildung am King’s College in London zu erweitern. Hier arbeitete er unter dem Physiologen und Anatomen Robert Bentley Todd und erhielt 1838 eine Stelle als Demonstrator am anatomischen Museum in London. Im Alter von 25 Jahren entdeckte Bowman eine Membran am Nierenkörperchen, die heute nach ihm als Bowman-Kapsel bezeichnet wird. 1842 bewies er, dass die Glomerula der Nierenkörperchen und die Nierenkanälchen der Niere eine funktionelle Einheit bilden, und vermutete, dass die Nierentätigkeit eine sekretorische Leistung sei. Durch konsequente Einbeziehung der Mikroskopie konnte er weitere anatomische Strukturen aufklären, die ebenfalls heute seinen Namen tragen: die Bowman-Drüsen in der Riechschleimhaut und die Bowman-Membran (Membrana limitans anterior) der Hornhaut des Auges. Bowman hatte zudem die Struktur der Netzhaut und des Ciliarmuskels erkannt. Der seit 1840 bestehende Begriff Sarkolemm stammt von Bowmann. 1847 entdeckte er die radialen Fasern des Ziliarmuskels.
In Zusammenarbeit mit Todd erarbeitete Bowman die fünfbändige Physiological Anatomy and Physiology of Man („Physiologische Anatomie und Physiologie des Menschen“, 1843–1856) und das Nachschlagewerk „Cyclopaedia of Anatomy and Physiology“ (1852).
Ab 1844 praktizierte Bowman als Augenarzt am Royal London Ophthalmic Hospital (heute Moorfields Eye Hospital) und ab 1846 arbeitete er als Chirurg. Zwischen 1848 und 1856 unterrichtete er als Professor für Anatomie und Physiologie am King’s College. Danach widmete er sich ganz der Augenheilkunde und wurde zum führenden „Ophthalmic Surgeon“. Ähnlich bedeutend für die englische Augenchirurgie war George Critchett (1817–1882). 1880 gründete Bowman die Ophthalmological Society (heute Royal College of Ophthalmologists).

## Auszeichnungen
1841 wurde er als Mitglied („Fellow“) in die Royal Society gewählt, die ihm 1842 die Royal Medal verlieh. In Anerkennung seiner Verdienste verlieh ihm Königin Victoria am 23. Januar 1884 den erblichen Adelstitel Baronet, of Clifford-street, in the Parish of St. James, Westminster, in the County of Middlesex, and of Joldwynds, in the Parish of Holmbury St. Mary, in the County of Surrey. 1890 wurde er in die American Academy of Arts and Sciences gewählt.